# فولك روك
الفولك روك (بالإنجليزية: Folk rock)‏ أو الروك الشعبي هو نوع موسيقي هجين يجمع بين عناصر الموسيقى الشعبية وموسيقى الروك، وقد نشأ في الولايات المتحدة والمملكة المتحدة في منتصف الستينيات من القرن العشرين. وقد حدث في الولايات المتحدة أن تحرر الفولك روك من أحياء الموسيقى الشعبية ومن التأثير الذي كان من طرف العديد من الفرق البريطانية على رأسها فرقة دا بيتلز الشهيرة.
كان أشهر فناني الأداء مثل بوب ديلن وفرقة ذا بيردز والعديد من الفنانين الأخرين - في وقت سابق لهم - يعزفون في الفرق الشعبية لمحاولة مزج أصوات الروك مع ذخيرتهم الشعبية المكتسبة مسبقاً، وقد اعتمدوا على استخدام الأجهزة الكهربائية والطبول مما كان يعد سابقا إحباطا لمجتمع الموسيقى الشعبية في الولايات المتحدة.
كان يستخدم مصطلح فولك روك في البداية من طرف الصحافة الموسيقية الأمريكية في حزيران/يونيو 1965 لوصف النوع الموسيقى الذي تقوم مجموعة ذا بيردز بإصداره.